# Izium
Izium (en ucraniano: Ізюм, lit. 'pasa'; en ruso: Изюм) es una ciudad ucraniana perteneciente al óblast de Járkov. Situada en el sureste del país, es el centro del raión de Izium y del municipio (hromada) de homónimo.La ciudad de Izium es la segunda más poblada de todo el óblast de Járkov.   

## Geografía
Izium está situada junto al curso del río Donets y rodeada de bosques muy densos, alternando con numerosos cerros, zonas aradas de estepa. Se encuentra aproximadamente a 120 km al sureste de la capital del óblast, Járkov. 

### Clima
El clima de Izium es continental húmedo de verano moderado (clasificación Köppen: Dfb).
| Parámetros climáticos promedio de Izium (1981–2010) | Parámetros climáticos promedio de Izium (1981–2010) | Parámetros climáticos promedio de Izium (1981–2010) | Parámetros climáticos promedio de Izium (1981–2010) | Parámetros climáticos promedio de Izium (1981–2010) | Parámetros climáticos promedio de Izium (1981–2010) | Parámetros climáticos promedio de Izium (1981–2010) | Parámetros climáticos promedio de Izium (1981–2010) | Parámetros climáticos promedio de Izium (1981–2010) | Parámetros climáticos promedio de Izium (1981–2010) | Parámetros climáticos promedio de Izium (1981–2010) | Parámetros climáticos promedio de Izium (1981–2010) | Parámetros climáticos promedio de Izium (1981–2010) | Parámetros climáticos promedio de Izium (1981–2010) |
| Mes                                                 | Ene.                                                | Feb.                                                | Mar.                                                | Abr.                                                | May.                                                | Jun.                                                | Jul.                                                | Ago.                                                | Sep.                                                | Oct.                                                | Nov.                                                | Dic.                                                | Anual                                               |
| --------------------------------------------------- | --------------------------------------------------- | --------------------------------------------------- | --------------------------------------------------- | --------------------------------------------------- | --------------------------------------------------- | --------------------------------------------------- | --------------------------------------------------- | --------------------------------------------------- | --------------------------------------------------- | --------------------------------------------------- | --------------------------------------------------- | --------------------------------------------------- | --------------------------------------------------- |
| Temp. máx. abs. (°C)                                | 13.1                                                | 16.3                                                | 24.0                                                | 31.0                                                | 36.7                                                | 37.4                                                | 39.1                                                | 39.4                                                | 34.4                                                | 31.1                                                | 22.0                                                | 20.0                                                | 39.4                                                |
| Temp. máx. media (°C)                               | -1.9                                                | -1.2                                                | 5.0                                                 | 14.7                                                | 21.6                                                | 25.1                                                | 27.4                                                | 26.8                                                | 20.6                                                | 12.9                                                | 4.3                                                 | -0.7                                                | 12.9                                                |
| Temp. media (°C)                                    | -4.1                                                | -4.0                                                | 1.3                                                 | 9.5                                                 | 15.6                                                | 19.5                                                | 21.5                                                | 20.1                                                | 14.4                                                | 8.0                                                 | 1.6                                                 | -2.9                                                | 8.4                                                 |
| Temp. mín. media (°C)                               | -6.9                                                | -7.2                                                | -2.2                                                | 4.5                                                 | 10.2                                                | 14.3                                                | 16.0                                                | 14.9                                                | 9.9                                                 | 4.4                                                 | -1.3                                                | -5.7                                                | 4.2                                                 |
| Temp. mín. abs. (°C)                                | -35.0                                               | -36.1                                               | -29.7                                               | -9.0                                                | -2.8                                                | 1.1                                                 | 3.0                                                 | 1.1                                                 | -6.7                                                | -17.0                                               | -22.6                                               | -33.2                                               | -36.1                                               |
| Precipitación total (mm)                            | 47.9                                                | 43.3                                                | 44.0                                                | 37.9                                                | 48.3                                                | 62.8                                                | 58.8                                                | 38.2                                                | 48.9                                                | 43.0                                                | 46.0                                                | 46.2                                                | 565.3                                               |
| Días de precipitaciones (≥ 1.0 mm)                  | 10.4                                                | 8.8                                                 | 8.4                                                 | 7.0                                                 | 7.2                                                 | 8.5                                                 | 7.5                                                 | 5.2                                                 | 6.7                                                 | 6.5                                                 | 7.7                                                 | 9.2                                                 | 93.1                                                |
| Humedad relativa (%)                                | 84.9                                                | 81.8                                                | 77.3                                                | 67.5                                                | 64.9                                                | 68.2                                                | 68.2                                                | 67.5                                                | 73.4                                                | 79.2                                                | 85.1                                                | 85.5                                                | 75.3                                                |
| Fuente n.º 1: World Meteorological Organization     |                                                     |                                                     |                                                     |                                                     |                                                     |                                                     |                                                     |                                                     |                                                     |                                                     |                                                     |                                                     |                                                     |
| Fuente n.º 2: Climatebase.ru (extremes)             |                                                     |                                                     |                                                     |                                                     |                                                     |                                                     |                                                     |                                                     |                                                     |                                                     |                                                     |                                                     |                                                     |

## Historia

### Origen
El asentamiento de la región por parte de los eslavos no se reanudó hasta finales del siglo XV, después de la creación del principado de Moscú, se intensificó el asentamiento en las orillas del río Donets. A medida que el principado de Moscú se convirtió en el Zarato ruso, hubo un esfuerzo por asegurar la frontera sur para detener los ataques "devastadores" de los tártaros de Crimea. La ruta de Izium, una de las ramas de la ruta de Murava, fue una ruta de guerra en los siglos XVI y XVII de los tártaros en la zona  antes de la fundación oficial de la ciudad, pasando cerca de la futura ubicación de Izium.En respuesta, Moscovia construyó fortificaciones en la región de la Ucrania Libre, como la línea de Bélgorod (1635-1658) y la línea de Izium (1679-80), lo que provocó que la ruta de Izium cayera en desuso y alivió la presión invasora en la frontera de Moscovia.
En 1681, el regimiento cosaco del slobodá de Járkov construyó una fortaleza llamada Izium dentro de un pequeño asentamiento.
Los residentes de Izium participaron en la rebelión de Bulavin de 1707-1708. El 7 de octubre de 1707, no lejos de Izium, un destacamento de salineros de Bajmut y cosacos liderados por Kondrati Bulavin derrotó una expedición punitiva zarista que se dirigía a Bajmut. En el verano de 1708, Bulavin envió un escuadrón a Izium, pero fue derrotado por las autoridades zaristas y la rebelión en general terminó en derrota. En 1708, debido a la reforma administrativa rusa de 1708, Izium fue asignado a la gobernación de Azov. En 1718, fue reasignado a la provincia de Bélgorod dentro de la gobernación de Kiev.

### SiglosXVIIIyXIX
En 1765, después de que el regimiento de Izium se convirtiera en un regimiento regular de húsares rusos como parte de la abolición del sistema cosaco, Izium recibió el estatus de ciudad y fue asignada a la gobernación de la Ucrania Libre del recientemente proclamado Imperio ruso. A partir de 1780, Izium fue el centro administrativo de uyezd de Izium. El uyezd fue originalmente una subdivisión del virreinato de Járkov en 1780, pero fue transferida a la reformada gobernación de la Ucrania Libre en 1796.
En los siglos XVIII y XIX, Izium era considerado uno de los centros económicos más grandes de la región de la Ucrania Libre. En 1835, el uyezd de Izium fue trasladado nuevamente, esta vez a la gobernación de Járkov. En la década de 1880, en Izium operaban fábricas que producían ladrillos, vodka, mantequilla, manteca de cerdo y cera. En 1884, las principales exportaciones de la ciudad eran la lana, vendida a Járkov y Poltava, y los materiales de construcción vendidos a Taganrog.

### SigloXX
En 1910 se construyó el ferrocarril Járkov-Dombás que pasaba por la ciudad. En 1916, de acuerdo con un edicto del zar Nicolás II, se inició la construcción de una planta de vidrio óptico en Izium. Esta fue la primera planta de vidrio óptico construida en el Imperio ruso.
Izium cambió de manos varias veces durante la guerra civil rusa entre 1918 y 1920, antes de ser finalmente tomada por los bolcheviques, que establecieron la Unión Soviética. 
En 1923, Izium se convirtió en el centro administrativo del recién formado raión de Izium dentro de la República Socialista Soviética de Ucrania. En 1930, de acuerdo con la abolición del sistema okruha en toda la república en la República Socialista Soviética de Ucrania, Izium Okruha fue abolido y reemplazado por Izium Raion, que estaba subordinado directamente al gobierno federal de la Ucrania soviética. En 1932, Izium y el raión de Izium fueron asignados al recién creado óblast de Járkov de la RSS de Ucrania. Izium se incorporó como ciudad de importancia regional: si bien Izium sirvió como centro administrativo de la raión, no pertenecía al mismo, ya que estaba subordinada directamente al óblast. Como resultado la hambruna del Holodomor (1932-1933), se ha documentado que murieron 2.761 personas de Izium.
Durante la Segunda Guerra Mundial, el Ejército Rojo mantuvo una gran cabeza de puente aquí, lo que permitió un saliente que fue cortado al contraatacar a las fuerzas alemanas (durante la segunda batalla de Járkov) y eliminado en uno de los errores de aprendizaje más costosos para el Ejército Rojo. Izium fue ocupada por el ejército alemán desde el 24 de junio de 1942 hasta el 5 de febrero de 1943, tiempo en el que los nazis operaron una prisión en la ciudad.
La población de Izium creció rápidamente en el siglo XX debido a su importancia como cruce entre Járkov y el Dombás.

### Protestas prorrusas en Ucrania (2014)

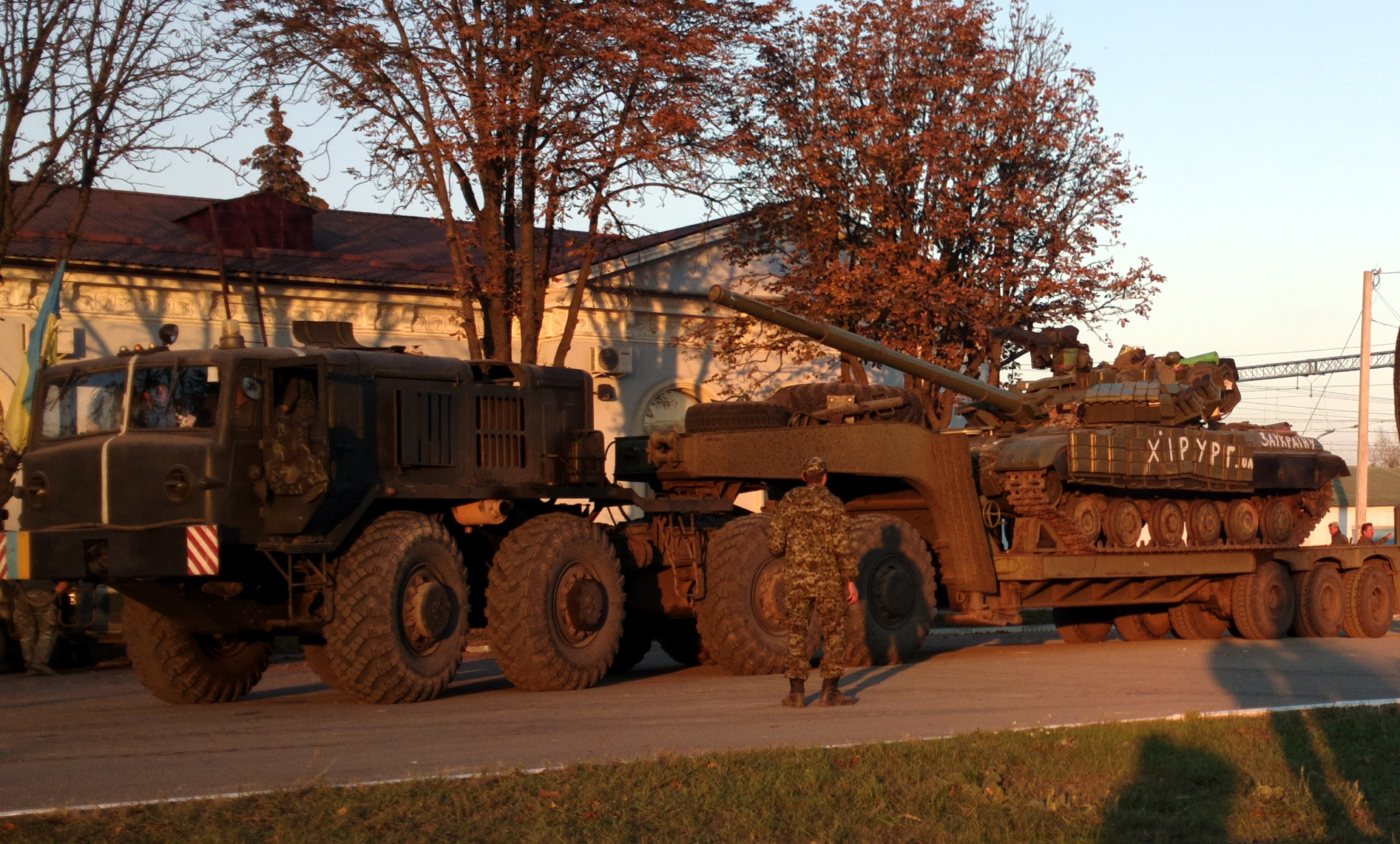
Tanque ucraniano en Izium (2014)

Izium fue escenario de combates esporádicos durante el conflicto ruso-ucraniano en 2014. En abril de 2014, las fuerzas separatistas rusas ocuparon la ciudad de Slóviansk, a 50 km de Izium. Una operación de las fuerzas ucranianas para eliminar estas fuerzas se atascó y se formaron puestos de control alrededor de Izium para detener una posible intrusión en la ciudad. El 15 de junio, las fuerzas separatistas atacaron un puesto de control ucraniano en las afueras de la ciudad.
El 19 de junio de 2014, las fuerzas ucranianas derrotaron a un gran grupo de separatistas en Yampil, aproximadamente a 65 km al suroeste de Izium. Como parte del asedio de Slóviansk y la batalla de Kramatorsk, ambas ciudades fueron recuperadas por las fuerzas ucranianas. Debido a su proximidad a la línea del frente, la ciudad, junto con el aeródromo de Kramatorsk que el ejército ucraniano pudo controlar durante las batallas, sirvieron como zona de preparación para las tropas ucranianas antes de que Slóviansk y Kramatorsk fueran recapturados.
A principios de abril de 2016, el Servicio de Seguridad de Ucrania arrestó a un presunto saboteador al que acusaron de querer hacer explotar la vía férrea cerca de Izium para ayudar a los separatistas.Para cumplir con las leyes de descomunización, la Plaza Lenin local pasó a llamarse "Plaza John Lennon" en febrero de 2016.

### Invasión rusa de Ucrania
La batalla de Izium fue un enfrentamiento militar entre Rusia y Ucrania que ocurrió como parte de la ofensiva de Ucrania oriental —durante la invasión rusa del país— en marzo de 2022 por el control de la ciudad de Izium.
El 1 de abril, tras intensos combates, el ejército ucraniano confirmó que la ciudad estaba bajo control ruso. Desde entonces, las fuerzas ucranianas han intentado expulsar sin ningún éxito a tropas enemigas de asentamientos cercanos a la ciudad. Debido a la importancia de la ciudad como nodo de transporte, en esta zona ha conformado la que mayor concentración de tropas rusas que intentarán desarrollar la ofensiva hacia el Este. Las fuerzas rusas en la óblast de Járkov eventualmente podrían vincularse con sus tropas en la región de Dombás a partir de Izium.

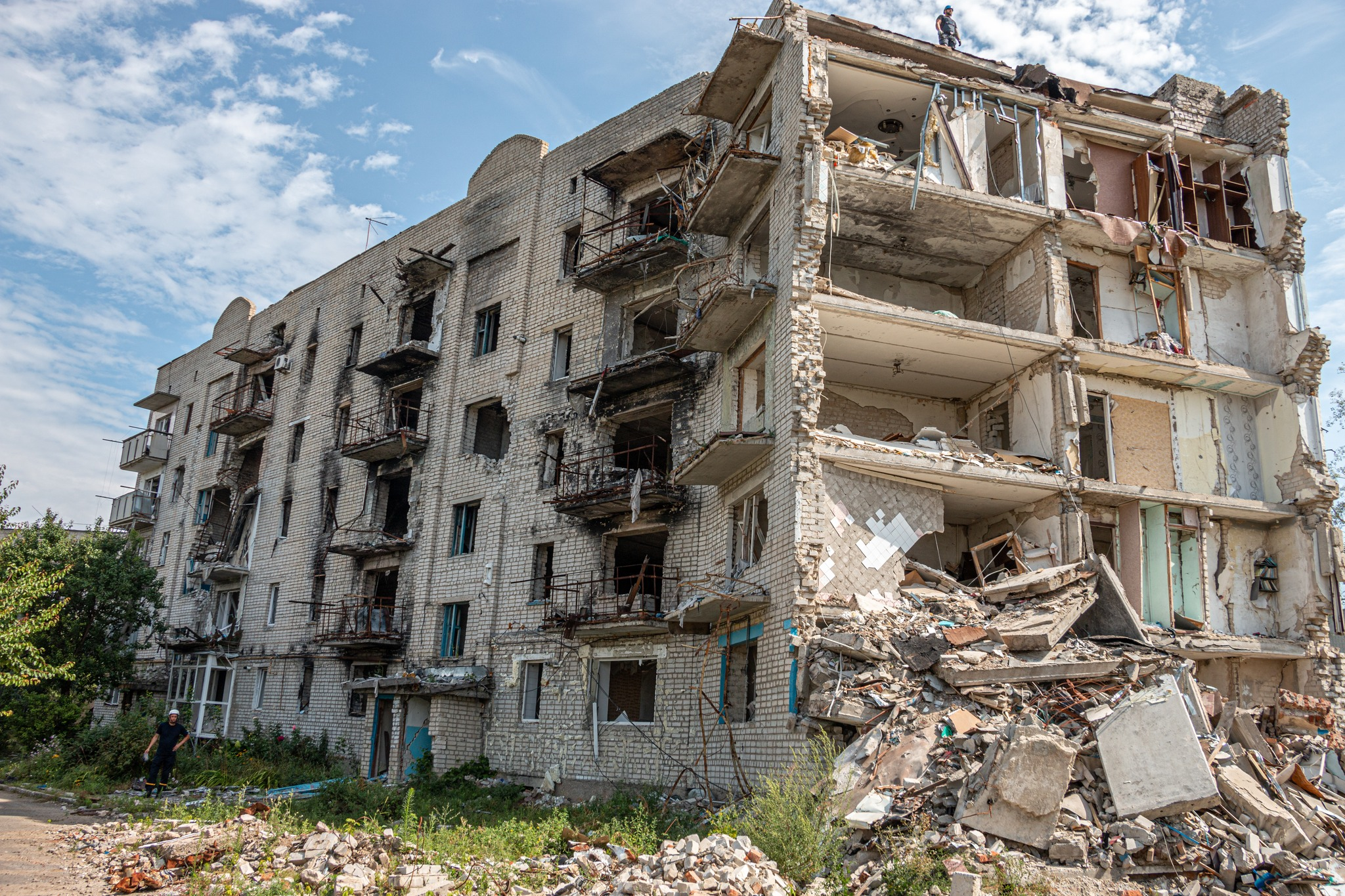
Edificio destruido en marzo de 2022 por la invasión rusa de Ucrania

Después de la liberación de los rusos en septiembre del 2022, la policía local encontró fosas comunes con más de 440 cuerpos, los cuales tenían manos y pies atados. Actualmente se están realizando investigaciones por crímenes de guerra por ejecución sumaria de presos políticos, prisioneros de guerra y civiles.

## Demografía
La evolución de la población de Izium entre 1843 y 2022 fue la siguiente:
| 6489                                                          | 13 108 | 34 859 | 37 595 | 51 603 | 60 516 | 64 334 | 56 114 | 52 821 | 44 979 |
| (Fuente: Cities & Towns of Ukraine y UKRAINE: Größere Städte) |        |        |        |        |        |        |        |        |        |

Según el censo de 2001, el 83,57% de la población son ucranianos, el 13,36% son rusos y el resto de minorías son principalmente armenios (0,5%) y bielorrusos (0,4%). En cuanto al idioma, la lengua materna de la mayoría de los habitantes, el 74,22%, es el ucraniano; del 23,77% es el ruso.

## Economía
Las fábricas de Izium producen equipos ópticos, componentes mecánicos, productos de hormigón, materiales de construcción y alimentos. Otras industrias incluyen la reparación de ferrocarriles y la elaboración de cerveza.

## Infraestructura

### Arquitectura y monumentos

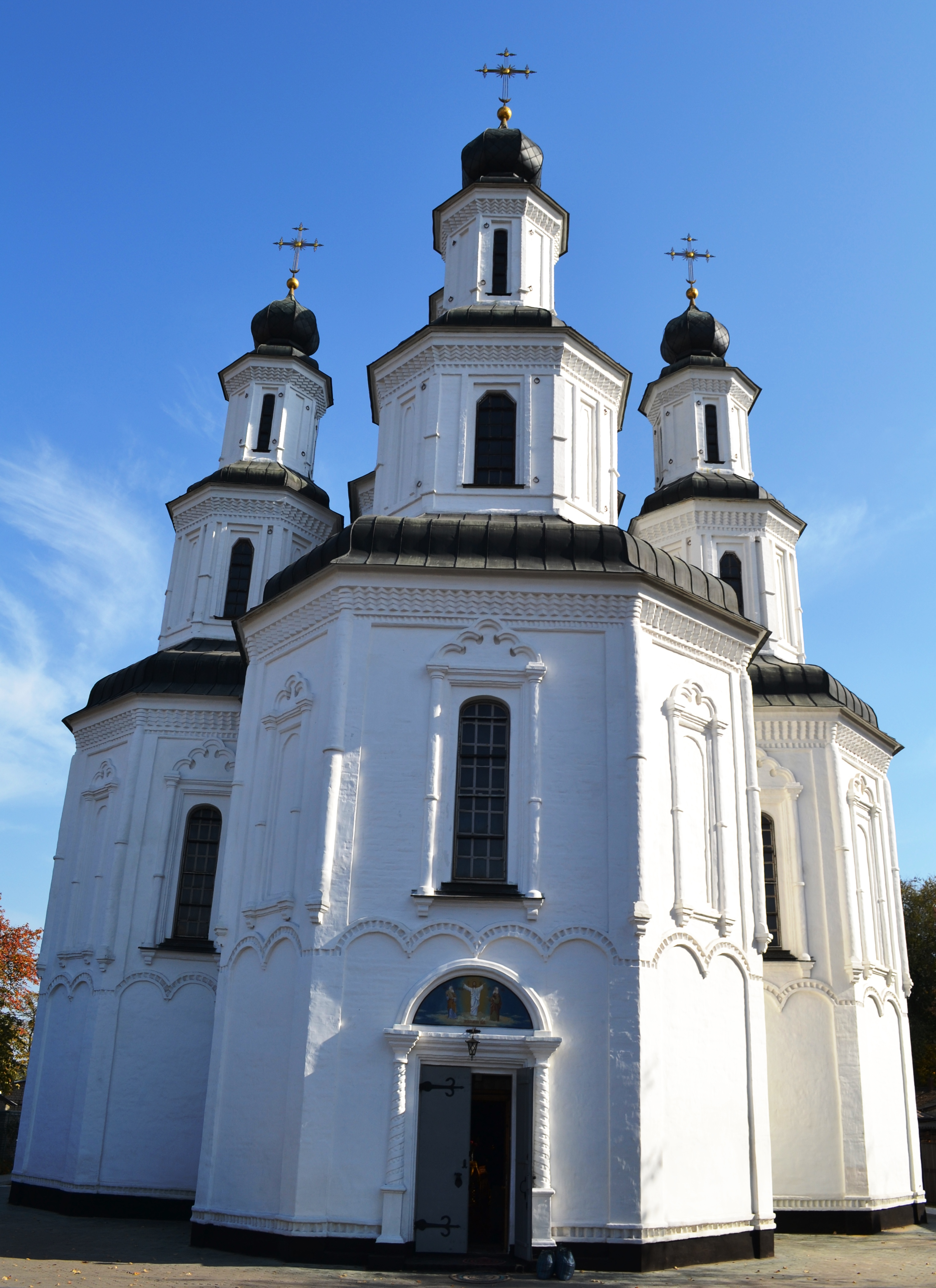
Catedral de la Transfiguración

La ciudad tiene varios edificios religiosos de importancia, como la catedral de la Transfiguración (siglo XVII), la iglesia de la Exaltación de la Cruz (siglo XVIII) o la catedral de la Ascensión, del siglo XIX, entre los mejores edificios neoclásicos de la región.
También hay monumentos como uno en honor a los defensores de la cabeza de puente de Izium.
El territorio de la monte de Krémenets ha sido declarado reserva natural, con una superficie de más de 100 hectáreas. En la cima de la montaña, hay varias estatuas de piedra cumanas conocidas como "babas de piedra", que datan del siglo IX al XVIII. Las estatuas sufrieron graves daños durante la batalla de Izium en 2022, y una de ellas quedó completamente destruida.

### Transporte
La ciudad está atravesada por la autopista internacional E40 (dentro de Ucrania, las rutas internacionales M11, M06 y M03), que conecta la ciudad francesa de Calais con la ciudad kazaja de Ridder, en la frontera con China. Dentro de Ucrania, la ruta pasa por ciudades como Leópolis, Rivne, Zhitómir, Kiev, Poltava, Járkov o Lugansk.
El transporte interurbano se presenta mediante líneas de autobús. La estación de autobuses de la ciudad sirve muchas rutas de larga distancia y suburbanas, como con Donetsk, Kúpiansk, Lozova y Járkov.

## Galería

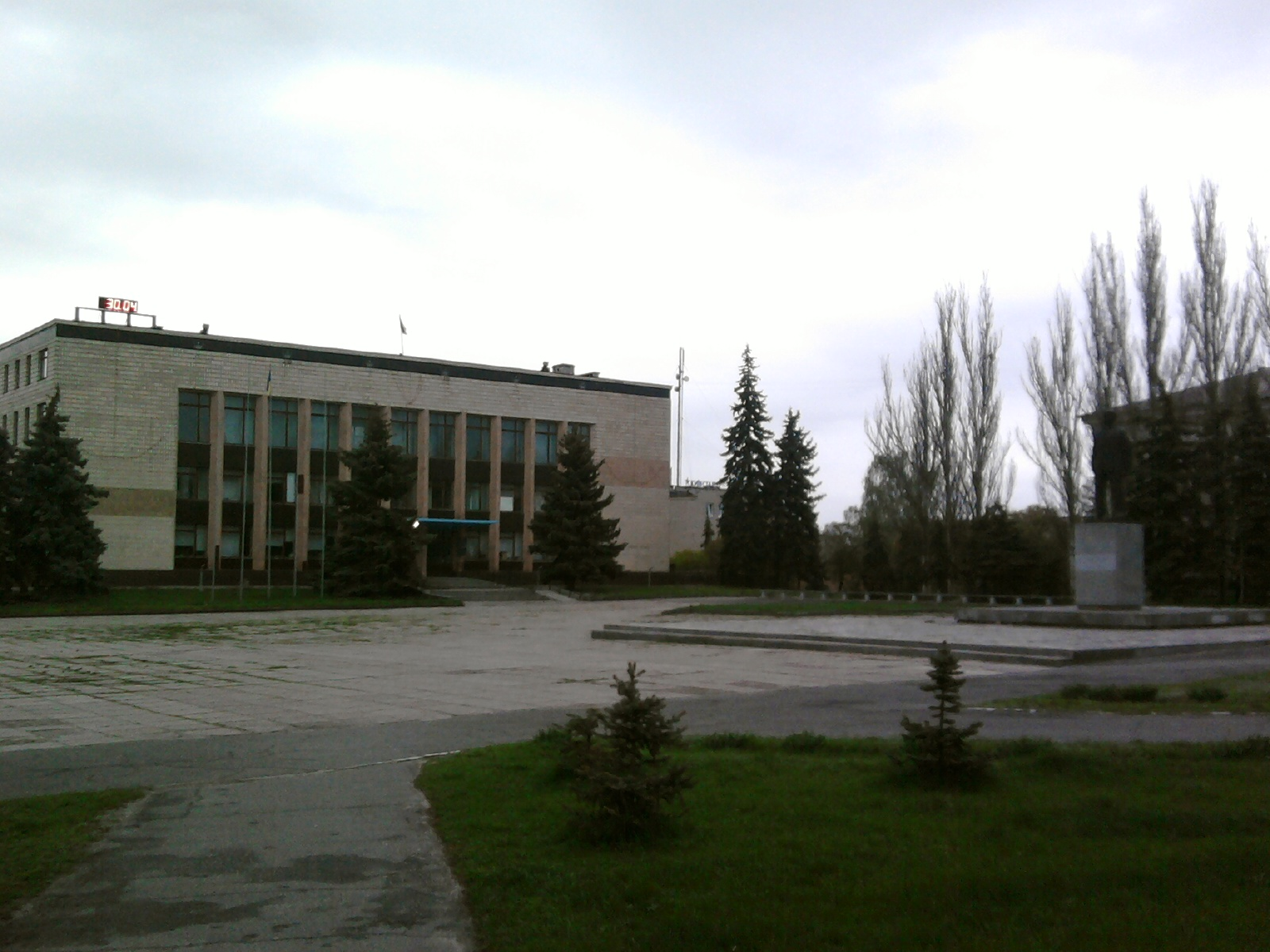
Plaza central de Izium
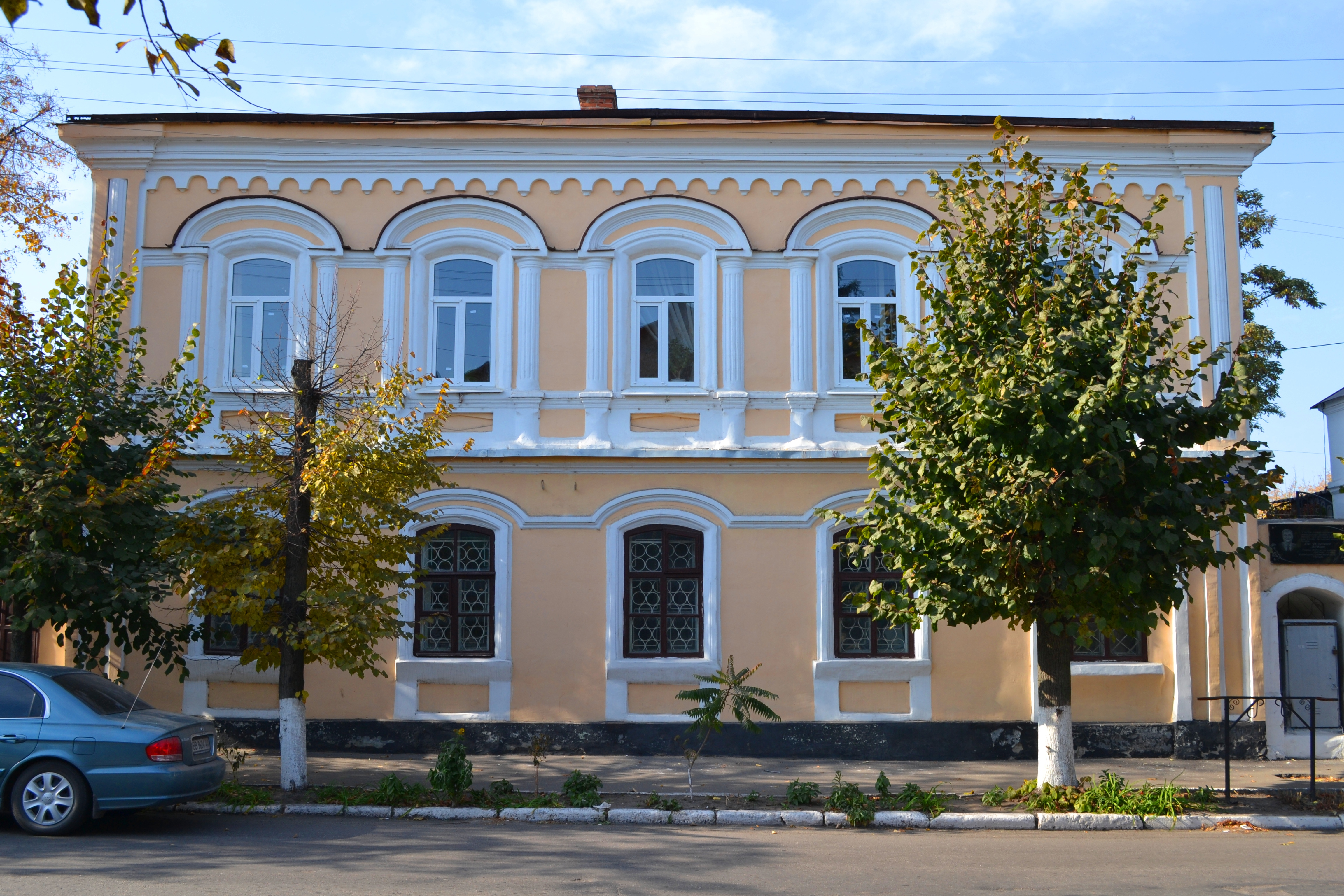
Antiguo palacio en Izium
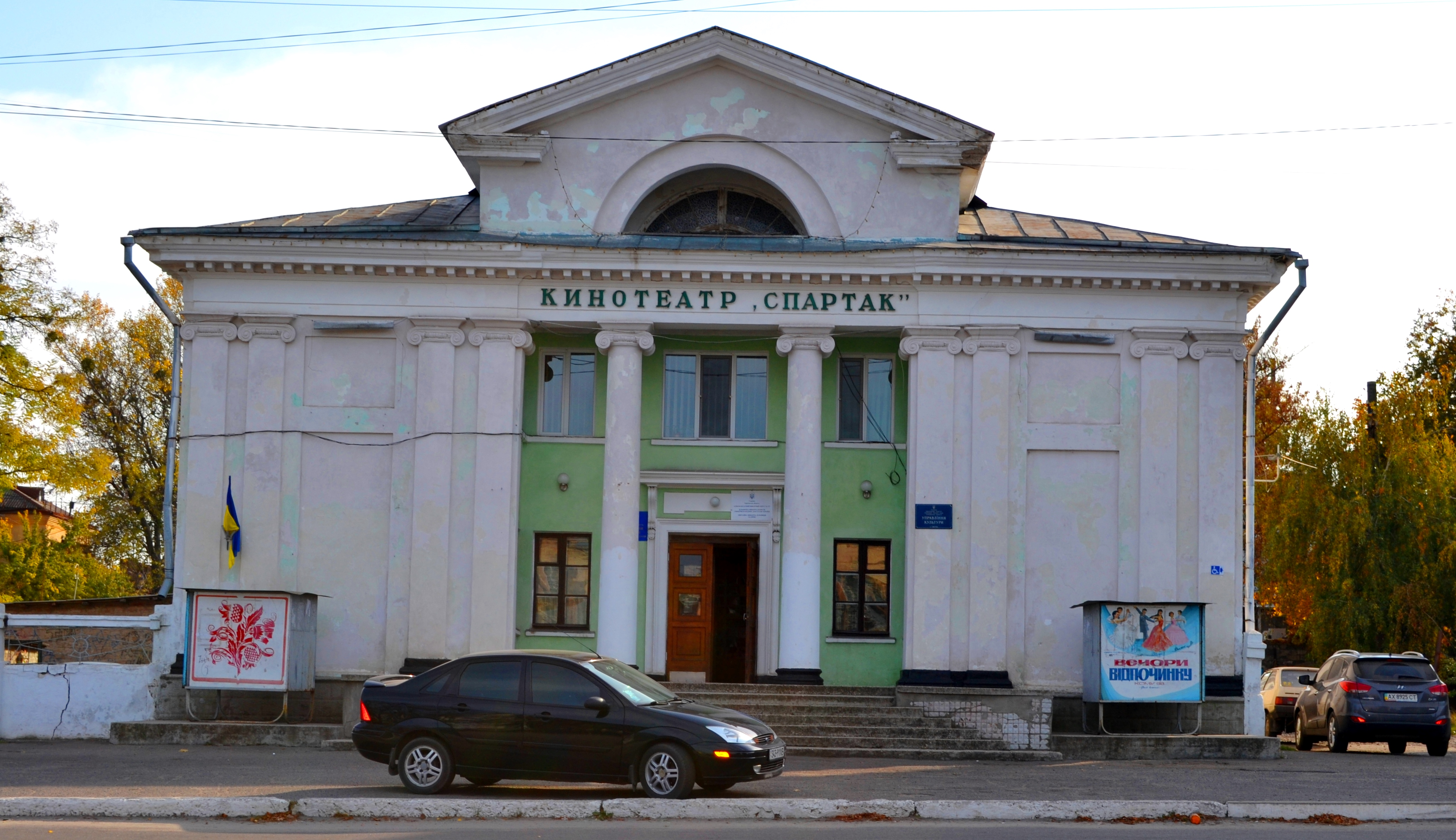
Antiguo cine Spartak
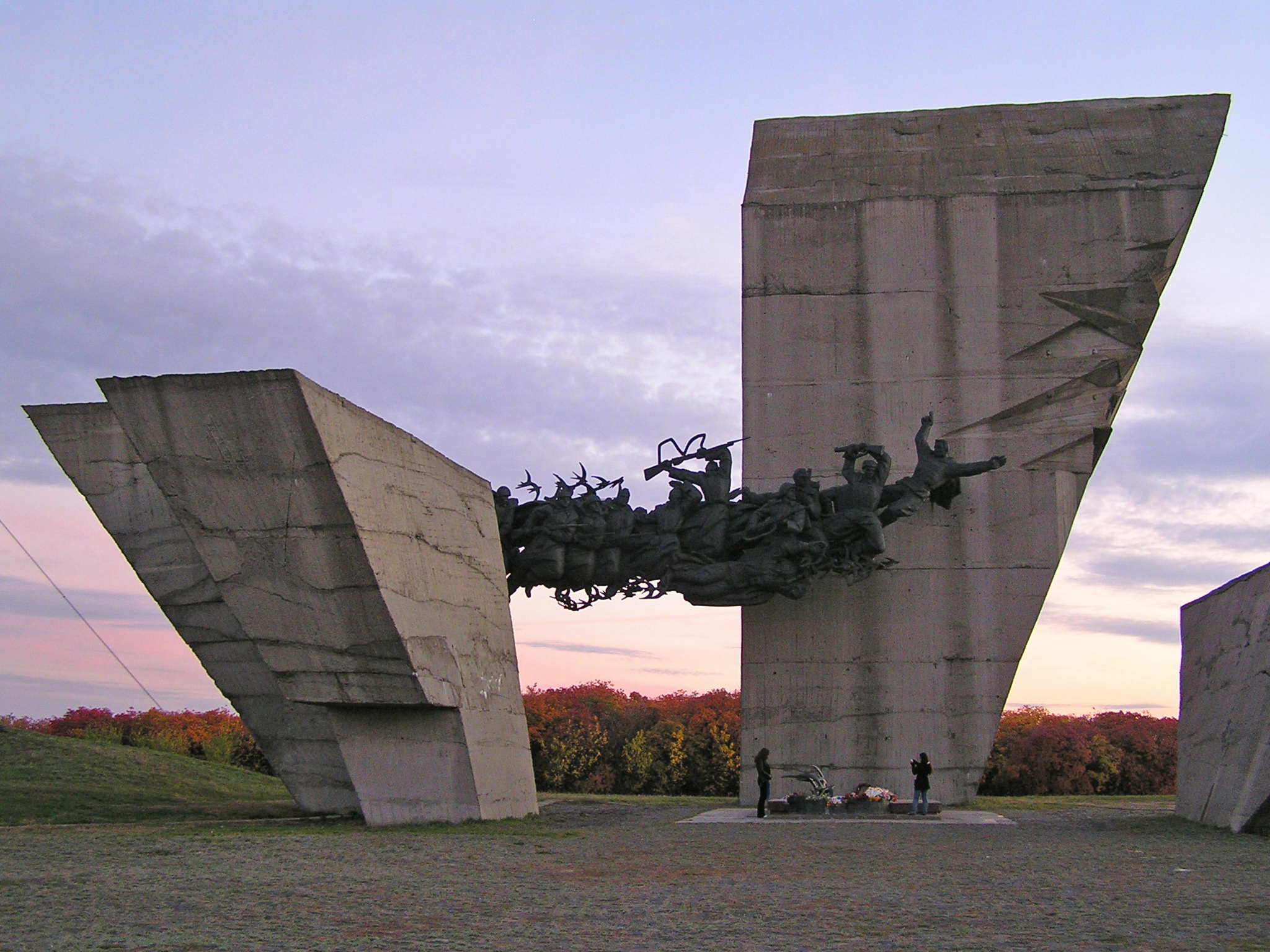
Monumento en el Monte de Krémets

## Ciudades hermanadas
Izium está hermanada con las siguientes ciudades: 
- Greenwich, Connecticut, Estados Unidos.[34]
- Joni, Georgia.
- Tukums, Letonia.
- Andrychów, Polonia.